# Nikokodein
Nikokodin är en kemisk förening med summaformeln C24H24N2O4. Ämnet är ett kodeinderivat. Ämnet kan användas som hostdämpande och smärtstillande medel, men används endast i ett fåtal länder. Ämnets PubChem-nummer är 5463872.
Substansen är narkotikaklassad och ingår i förteckningen N II i 1961 års allmänna narkotikakonvention, samt i förteckning III i Sverige.